# Рознатовський Дмитро Іванович
Дмитро Іванович Рознатовський (11 (23) березня 1878, с. Грабарівка, Полтавської області — 30 травня 1957, Чернівці) — український оперний співак (баритон).

## Біографічні відомості
Навчався приватно в Києві у К. Массіні (1903—1907).
Був солістом московського Большого театру (1908—1190), Київської російської опери (1911—1912) та приватних антреприз. З 1930 року викладав.

## Репертуар
Партії: Карась («Запорожець за Дунаєм» Гулака-Артемовського), Виборний («Наталка Полтавка» Лисенка), Демон, Мазепа (однойменні опери А. Рубінштейна та П. Чайковського), Ігор («Князь Ігор» Бородіна), Ріголетто («Ріголетто» Верді).
В камерному репертуарі — романси українських композиторів, зокрема М. Лисенка.